# Benjamin Igoe
Benjamin Igoe (28 febbraio 1985) è uno schermidore statunitense.

## Palmarès
In carriera ha conseguito i seguenti risultati:
- Giochi Panamericani:

Rio de Janeiro 2007: oro nella sciabola a squadre.
Guadalajara 2011: oro nella sciabola a squadre.